# Пограничный конфликт на острове Даманском
Советско-китайский пограничный конфликт на острове Дама́нском — вооружённые столкновения между СССР и КНР 2 и 15 марта 1969 года в районе острова Даманского (кит. 珍宝, Чжэньбао — «Драгоценный») на реке Уссури в 230 км южнее Хабаровска и 35 км западнее районного центра Лучегорска. Огонь был прекращён в сентябре 1969 года, а в октябре начались переговоры. Советские пограничники, введенные на остров в начале конфликта, были выведены.
В 2004 году стороны пришли к соглашению — остров окончательно перешёл под юрисдикцию КНР.

## Предыстория и причины конфликта
После Второй опиумной войны Великобритания, Франция и Россия подписали с Империей Цин крайне невыгодные для неё договоры. Россия подписала Пекинский трактат (1860), который провёл границу с маньчжурской империей по правому берегу реки Амур, разделив эту исторически важную для империи, но малонаселённую область на Внутреннюю Маньчжурию (осталась в составе Империи Цин) и Внешнюю Маньчжурию (стала частью России). Формально это исключало хозяйственное использование реки маньчжурскими крестьянами, что, однако, не было большой проблемой для империи, так как большая часть маньчжуров к тому времени уже переселилась в пределы Китая (поскольку именно маньчжуры формировали правящий класс империи и были востребованы на различных административных должностях для управления китайцами), в частности, на территориях, присоединённых к России, местное население почти полностью отсутствовало, а китайских крестьян в Маньчжурии не было до конца XIX века, поскольку их проникновение в Маньчжурию было запрещено. Долгие годы отношения между странами были дружественными, а приграничное население немногочисленным, так что расположение границы не приводило к вопросам принадлежности пустынных островов на реке, а маньчжурские рыбаки могли мирно ловить рыбу в реках Амур и Уссури.
После Парижской мирной конференции 1919 года появилось положение, что границы между государствами должны, как правило (но не обязательно), проходить по середине главного фарватера реки. Но и оно предусматривало исключения, вроде проведения границы по одному из берегов, когда подобная граница сложилась исторически — по договору или если одна сторона колонизировала второй берег до того, как его начала колонизировать другая. Кроме того, международные договоры и соглашения не имеют обратной силы. Тем не менее в конце 1950-х годов, когда КНР, стремясь к росту своего международного влияния, вступила в конфликт с Тайванем (1958) и участвовала в пограничной войне с Индией (1962), власти КНР использовали новые положения о границах как повод для пересмотра советско-китайской границы. Руководство СССР было готово пойти на это, и в феврале 1964 года начались консультации по вопросам границы, однако они закончились безрезультатно. В связи с идеологическими разногласиями в ходе культурной революции в Китае и после Пражской весны 1968 года, когда власти КНР заявили, что СССР встал на путь «социалистического империализма», отношения особо обострились. Островной вопрос был представлен для китайской стороны как символ советского ревизионизма и социал-империализма.

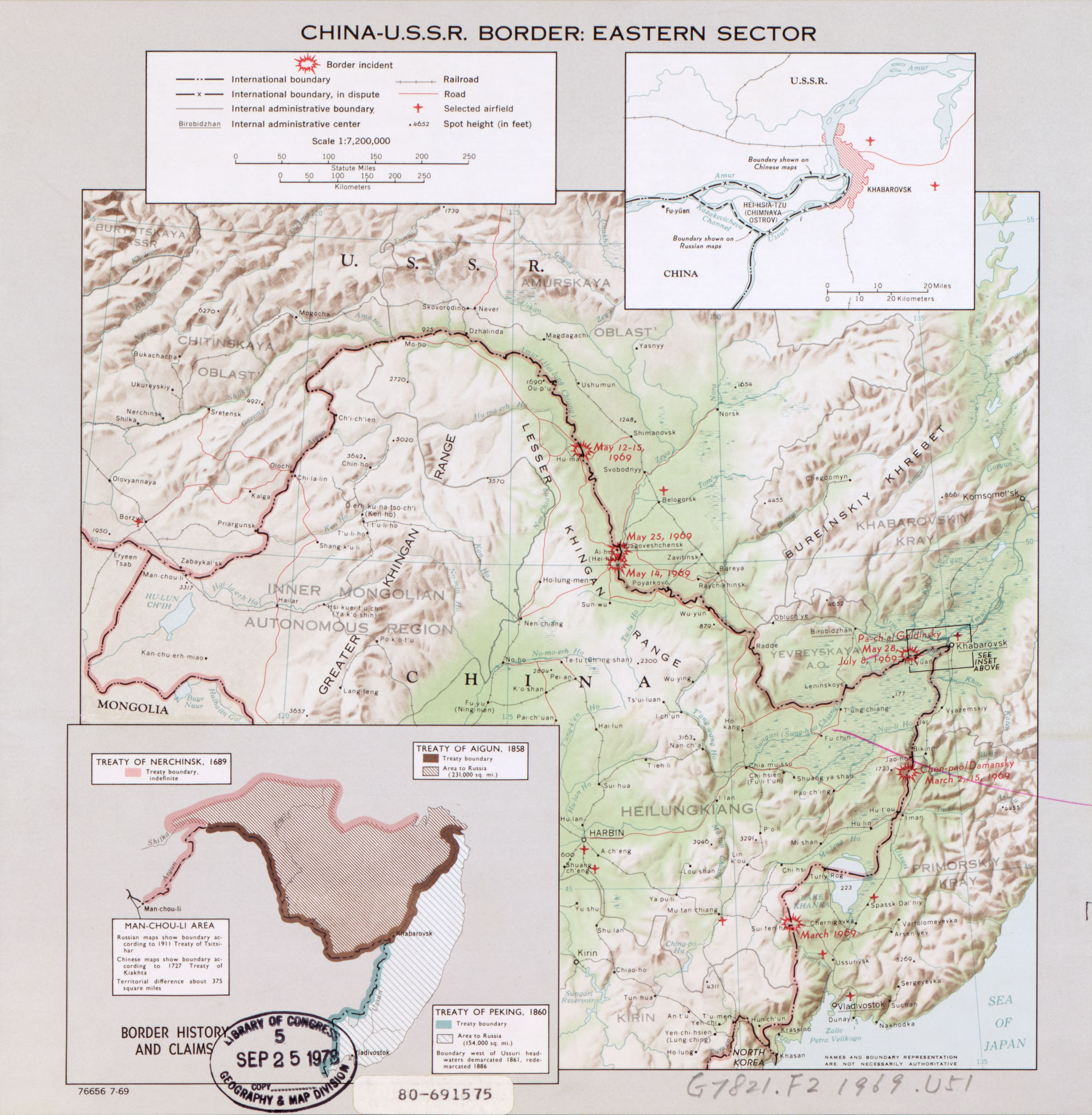
Карта с местами конфликтов 1969 года

Как следствие обострения взаимоотношений с Китаем, советские пограничники стали чрезмерно строго следовать точному местоположению границы. По заявлениям китайской стороны, советские пограничные катера устрашали китайских рыбаков, проходя рядом с их лодками на большой скорости и угрожая потоплением.
Остров Даманский, входивший в состав Пожарского района Приморского края, относительно главного русла Уссури находился на китайской стороне. Его размеры составляют около 1700—1800 м с севера на юг и около 600—700 м с запада на восток (площадь около 1,2 км²). В период паводков остров практически полностью скрывается под водой, а заливные луга являются ценным природным ресурсом. Однако на острове есть несколько кирпичных зданий.
С начала 1960-х годов обстановка в районе острова накалялась. По заявлениям советской стороны, группы гражданских лиц и военнослужащих стали систематически нарушать пограничный режим и выходить на советскую территорию, откуда всякий раз выдворялись пограничниками без применения оружия. Поначалу на территорию СССР по указанию китайских властей заходили крестьяне и демонстративно занимались там хозяйственной деятельностью: покосами и выпасом скота, — заявляя, что находятся на китайской территории. Число таких провокаций резко возросло: в 1960 году их было 100, в 1962-м — более 5000. Затем стали совершаться нападения хунвэйбинов на пограничные патрули. Счёт подобным событиям шёл на тысячи, в каждом из них были задействованы до нескольких сотен человек. 
По мнению Роя Медведева:
Брежнев нёс немалую долю ответственности за сложившуюся драматическую ситуацию. Советское руководство не пожелало изменить несправедливое положение на границе по Уссури и Амуру, при котором советско-китайская граница проходила не по фарватеру этих рек, а по китайскому берегу. Надо иметь в виду, что неустойчивое течение этих рек постоянно подмывает именно китайский берег, что приводит к образованию маленьких, средних, а то и довольно крупных островов. По чисто формальным условиям заключённых ещё в прошлом веке несправедливых договоров такие острова немедленно переходили в состав русской, а впоследствии, соответственно, советской территории. Претензии китайской стороны на этот счёт были, конечно же, вполне обоснованны, так как это ненормальное положение существенно затрудняло и рыболовный промысел, и судоходство Китая на пограничных реках.
Герой Советского Союза Юрий Бабанский, служивший в год конфликта на погранзаставе в звании младшего сержанта, вспоминал: «…в феврале неожиданно получил назначение на должность командира отделения заставы, начальником которой был старший лейтенант Иван Стрельников. Прихожу на заставу, а там, кроме повара, никого нет. „Все, — говорит, — на берегу, с китайцами дерутся“. Я, конечно, автомат на плечо — и к Уссури. А там и в самом деле драка. Китайские пограничники перешли Уссури по льду и вторглись на нашу территорию. Вот Стрельников и поднял заставу „в ружьё“. Наши-то парни и повыше, и поздоровее были. Но и китайцы не лыком шиты — ловкие, увёртливые; на кулак не лезут, всячески пытаются увернуться от наших ударов. Пока всех отмолотили, часа полтора прошло. Но без единого выстрела. Только по морде. Я ещё тогда подумал: „Весёлая застава“».
По китайской версии событий, советские пограничники сами «устраивали» провокации и избивали граждан КНР, занимавшихся хозяйственной деятельностью там, где они всегда это делали. В ходе инцидента на острове Киркинском советские пограничники применили БТР для вытеснения мирных граждан, а 7 февраля 1969 года сделали несколько одиночных автоматных выстрелов в направлении китайского погранотряда.
Неоднократно было отмечено, что ни одно из подобных столкновений, по чьей бы вине оно ни происходило, не могло без одобрения властей вылиться в серьёзный вооружённый конфликт. Утверждение, что события вокруг острова Даманского 2 и 15 марта стали результатом тщательно спланированной операции со стороны Китая, сейчас наиболее широко распространено; в том числе прямо или косвенно признаётся многими китайскими историками. Например, Ли Даньхуэй пишет, что в 1968—1969 годах ответ на «советские провокации» ограничивали директивы ЦК КПК, лишь 25 января 1969 года было разрешено спланировать «ответные военные действия» у острова Даманского силами трёх рот. 19 февраля на это дали согласие Генеральный штаб и МИД КНР. Существует версия, согласно которой руководство СССР было заранее через маршала Линь Бяо осведомлено о предстоящей акции китайцев, вылившейся в конфликт.
В разведывательном бюллетене Государственного департамента США, датированном 13 июля 1969 года, написано: «Китайская пропаганда делала упор на необходимость внутреннего единства и побуждала население готовиться к войне. Можно счесть, что инциденты были подстроены исключительно для укрепления внутренней политики».
Бывший резидент КГБ в Китае Юрий Дроздов утверждал, что разведка своевременно (ещё при Хрущёве) и весьма полно предупреждала советское руководство о готовящейся вооружённой провокации в районе Даманского.

## Хронология событий

### События 1—2 марта и последующей недели
В ночь с 1 на 2 марта 1969 года около 77 китайских военнослужащих в зимнем камуфляже, вооружённых карабинами СКС и (частично) автоматами Калашникова, переправились на Даманский и залегли на более высоком западном берегу острова.
Группа оставалась незамеченной до 10:20, когда на 2-ю заставу «Нижне-Михайловка» 57-го Иманского пограничного отряда поступил доклад от поста наблюдения, что в направлении Даманского движется группа вооружённых людей численностью до 30 человек. На место событий на автомобилях ГАЗ-69 и ГАЗ-66 и одном БТР-60ПБ (№ 04) выехали 32 советских пограничника, в том числе начальник 2-й заставы «Нижне-Михайловка» старший лейтенант Иван Стрельников. В 10:40 они прибыли к южной оконечности острова. Пограничники разделились на две группы. Первая группа под командованием Стрельникова направилась к группе китайских военнослужащих, стоявших на льду юго-западнее острова. Вторая группа под командованием сержанта Владимира Рабовича должна была прикрывать группу Стрельникова с южного берега острова, отсекая группу китайских военнослужащих (около 20 человек), направившихся вглубь острова.
Около 10:45 Стрельников выразил протест по поводу нарушения границы и потребовал от китайских военнослужащих покинуть территорию СССР. Один из китайских военнослужащих поднял руку вверх, что послужило сигналом к открытию огня китайцами по группам Стрельникова и Рабовича. Момент начала вооружённой провокации удалось зафиксировать на фотоплёнку военному фотокорреспонденту рядовому Николаю Петрову. К этому моменту группа Рабовича вышла за земляной вал и попала в засаду на берегу острова, и по пограничникам был открыт огонь из стрелкового оружия. Стрельников и следовавшие за ним пограничники (семеро человек) погибли, тела пограничников были сильно изуродованы китайскими военнослужащими. В скоротечном бою практически полностью погибло отделение пограничников под командованием сержанта Рабовича (11 человек) — в живых остались рядовой Геннадий Серебров и ефрейтор Павел Акулов, впоследствии захваченный в плен в бессознательном состоянии (тело Акулова с многочисленными следами пыток было передано советской стороне 17 апреля 1969 года).
Получив донесение о стрельбе на острове, начальник соседней 1-й заставы «Кулебякины сопки» старший лейтенант Виталий Бубенин выехал на БТР-60ПБ (№ 01) и ГАЗ-69 с 23 бойцами на помощь. По прибытии к острову в 11:30 Бубенин занял оборону совместно с группой Юрия Бабанского и двумя БТР. Огневой бой продолжался около 30 минут, китайцы начали обстрел боевых порядков пограничников миномётами. В бою на БТР Бубенина отказал станковый пулемёт, вследствие чего пришлось вернуться на исходную позицию для его замены. После этого он решил направить свой БТР в тыл китайцам, огибая по льду северную оконечность острова, выйдя по протоке Уссури к выдвигающейся к острову пехотной роте китайцев, и начал вести по ней огонь, уничтожив роту на льду. Но вскоре БТР был подбит, и Бубенин принял решение выйти со своими бойцами к советскому берегу. Достигнув БТР № 04 погибшего Стрельникова и пересев в него, группа Бубенина двинулась вдоль позиций китайцев и уничтожила их командный пункт, однако БТР был подбит при попытке забрать раненых. Китайцы продолжали атаковать боевые позиции советских пограничников у острова. Помощь пограничникам в эвакуации раненых и подвозе боеприпасов оказывали жители деревни Нижне-Михайловки и военнослужащие автомобильного батальона в/ч 12370.
Командование оставшимися в живых пограничниками взял на себя старший сержант Юрий Бабанский, чьё отделение успело скрытно рассредоточиться у острова из-за задержки с выдвижением с заставы и совместно с экипажем БТР приняло огневой бой.
Ю. Бабанский вспоминал: «Через 20 минут боя из 12 ребят в живых осталось восемь, ещё через 15 — пять. Конечно, ещё можно было отойти, вернуться на заставу, дождаться подкрепления из отряда. Но нас охватила такая лютая злоба на этих сволочей, что в те минуты хотелось только одного — положить их как можно больше. За ребят, за себя, за эту вот пядь никому не нужной, но всё равно нашей земли».
Около 13:00 китайцы начали отступление.
В бою 2 марта погиб 31 советский пограничник, 14 получили ранения. Потери китайской стороны (по оценке комиссии КГБ СССР под председательством генерал-полковника Н. С. Захарова) составили 39 человек убитыми.
Около 13:20 к Даманскому прибыл вертолёт с командованием Иманского погранотряда и его начальником полковником Демократом Леоновым и подкрепление с соседних застав, задействованы резервы Тихоокеанского и Дальневосточного пограничных округов. На Даманский выходили усиленные наряды пограничников, а в тылу была развёрнута 135-я мотострелковая дивизия Советской армии с артиллерией и установками системы залпового огня БМ-21 «Град». С китайской стороны готовился к боевым действиям 24-й пехотный полк численностью 5 тыс. человек.
3 марта в Пекине прошла демонстрация около советского посольства.
4 марта в китайских газетах «Жэньминь жибао» и «Цзефанцзюнь бао» (解放军报) вышла передовица «Долой новых царей!», возлагавшая вину за инцидент на советские войска, которые, по мнению автора статьи, «двинутые кликой ревизионистов-ренегатов, нагло вторглись на остров Чжэньбаодао на реке Усулицзян в провинции Хэйлунцзян нашей страны, открыли ружейный и пушечный огонь по пограничникам Народно-освободительной армии Китая, убив и ранив многих из них». В советской газете «Правда» в тот же день была опубликована статья «Позор провокаторам!». По словам автора статьи, «вооружённый китайский отряд перешёл советскую государственную границу и направился к острову Даманскому. По советским пограничникам, охранявшим этот район, с китайской стороны был внезапно открыт огонь. Имеются убитые и раненые».
8 марта возле посольства КНР на улице Дружбы прошла демонстрация граждан, осуждающая политику Мао Цзэдуна и вторжение китайских войск на территорию СССР. Демонстранты несли плакаты: «Позор клике Мао», «Долой великодержавный шовинизм китайских руководителей!», «Клика Мао Цзэ-дуна предает дело народов, борющихся против империализма» и другие. Демонстрация, в целом, проходила мирно. Демонстранты лишь поднимали вверх кулаки и скандировали в сторону китайского посольства: «Позор! Позор! Позор!». Газета «Известия» вышла в тот день с заголовком на первой полосе: «Трудящиеся нашей страны сурово осуждают провокацию маоистов.»

### События 14—15 марта

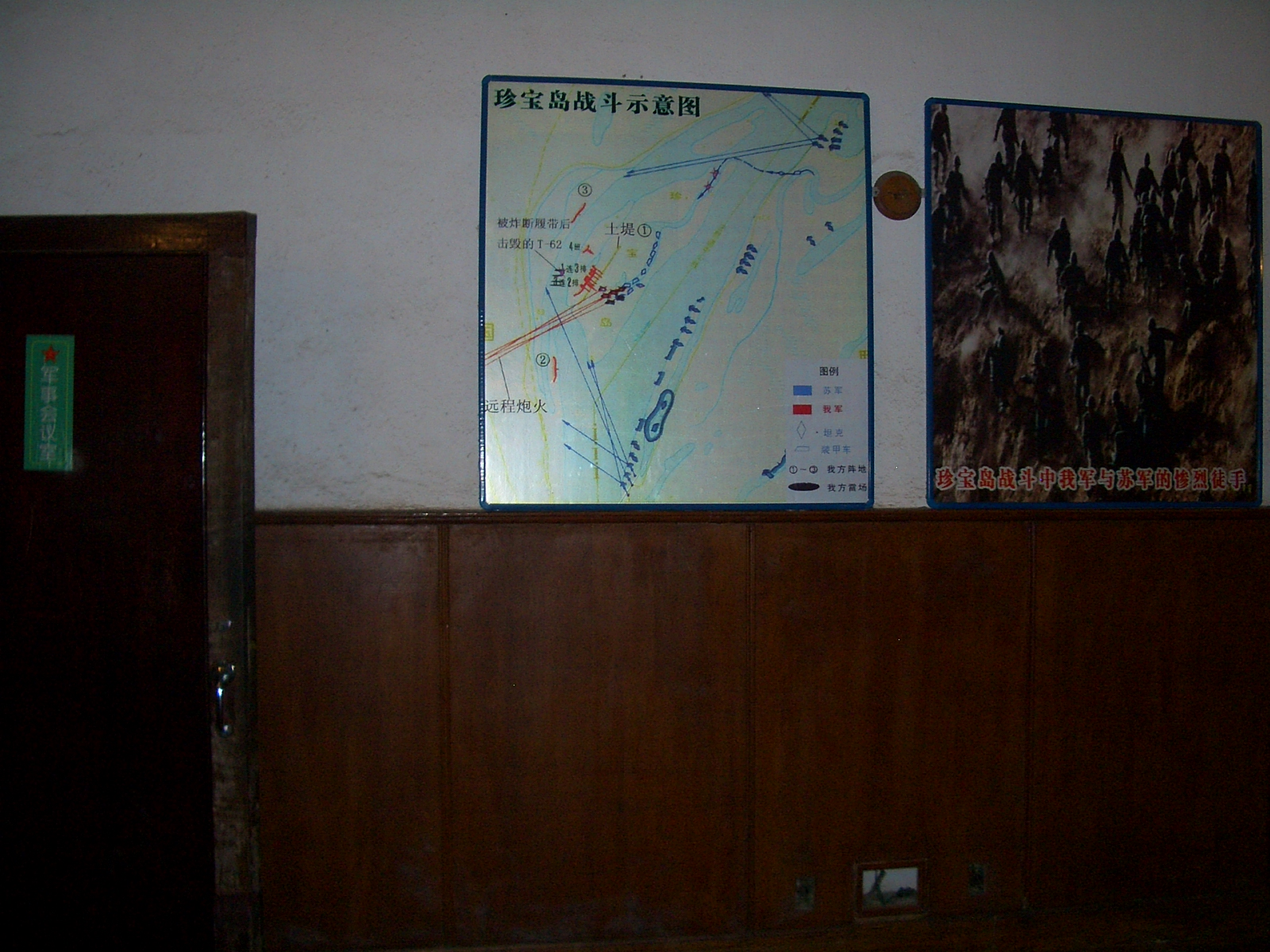
Карта конфликта на острове Даманский в числе декораций в музее «Проекта 131» — подземного штаба НОАК, строившегося в 1969—1971 гг. ввиду обострения советско-китайских отношений. Синим цветом показаны «советские войска» (苏军), красным — «наши войска» (我军), то есть китайские войска

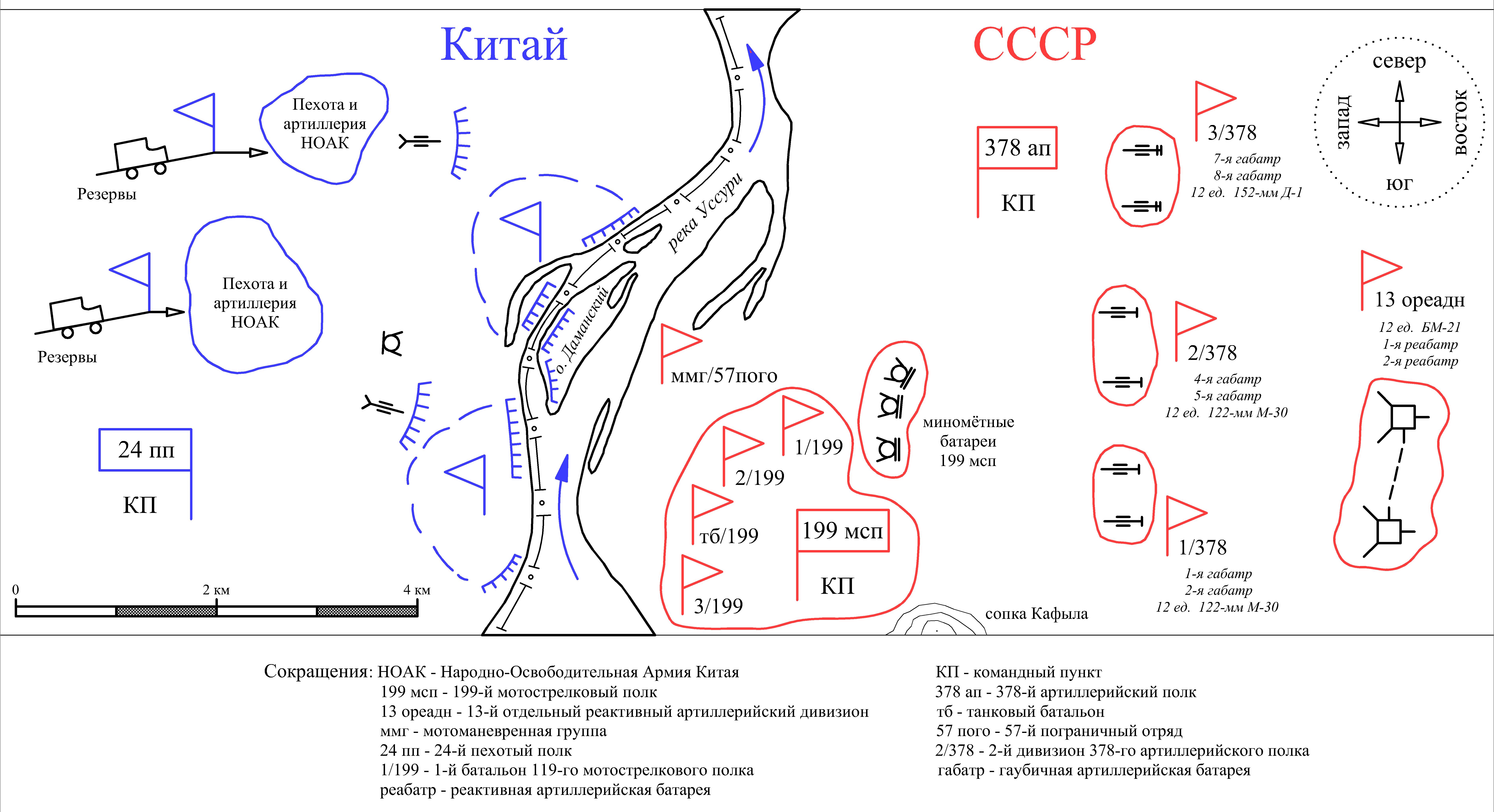
Позиции артиллерии 135-й мотострелковой дивизии у острова Даманский на 15 марта 1969 года

14 марта в 11:15 пограничники заметили группу китайцев, которая двигалась в направлении острова. Пограничники обстреляли группу. Это вынудило китайцев отойти на свой берег. В 15:00 поступил приказ убрать подразделения пограничников с острова. Сразу после отхода советских пограничников остров стали занимать китайские солдаты. В ответ на это восемь бронетранспортёров под командованием начальника мотоманёвренной группы 57-го погранотряда подполковника Е. И. Яншина в боевом порядке двинулись по направлению к Даманскому. Китайцы отступили на свой берег. В 20:00 пограничникам поступил приказ занять остров. Той же ночью там окопалась группа Яншина в составе 45 человек на четырёх БТР.
В 10:00 утра, 15 марта, после ведения с обеих сторон трансляции через громкоговорители, от 30 до 60 стволов китайской артиллерии и миномётов начали обстрел советских позиций, а три роты китайской пехоты перешли в наступление. Завязался бой. От 400 до 500 китайских солдат заняли позиции у южной части острова и приготовились зайти в тыл группе Яншина. Два БТР его группы были подбиты, связь испорчена. Четыре танка Т-62 под командованием начальника 57-го погранотряда полковника Леонова атаковали китайцев у южной оконечности острова, однако танк Леонова был подбит (по разным версиям, выстрелом из гранатомёта РПГ-2 или подорвался на противотанковой мине), а сам Леонов был убит выстрелом китайского снайпера при попытке покинуть горящую машину. Усугубляло ситуацию то, что Леонов не знал острова и вследствие этого советские танки слишком близко подошли к китайским позициям, однако ценой потерь не позволили китайцам выйти на остров.
Через два часа, израсходовав боезапас, советские пограничники всё-таки были вынуждены отойти с острова. Стало ясно, что введённых в бой сил не хватает, и китайцы значительно превосходят отряды пограничников численно. В 17:00 в критической ситуации, в нарушение указания Политбюро ЦК КПСС не вводить в конфликт советские войска, по приказу командующего войсками Дальневосточного военного округа генерал-полковника Олега Лосика был открыт огонь из секретных на тот момент реактивных систем залпового огня (РСЗО) БМ-21 «Град» 135-й мотострелковой дивизии. Снаряды уничтожили большую часть материально-технических ресурсов китайской группировки и военных, включая подкрепление, миномёты, штабеля снарядов. В 17:10 в атаку пошли бойцы 2-го батальона 199-го мотострелкового Верхне-Удинского полка 135-й мотострелковой дивизии и пограничники под командованием подполковника Смирнова и полковника Константинова с целью окончательно подавить сопротивление китайских войск. Китайцы начали отход с занятых позиций. 
Советские войска вновь отошли на свой берег, а китайская сторона больше не предпринимала масштабных враждебных действий на этом участке государственной границы.
Непосредственное руководство частями Советской армии, принимавшими участие в конфликте, осуществлял первый заместитель командующего Дальневосточным военным округом Герой Советского Союза генерал-лейтенант Павел Плотников. События, развернувшиеся на советско-китайской границе вокруг острова Даманский, выпали на долю частей 45-го армейского корпуса. Корпусом командовал (27.07.1968 — 25.04.1970) генерал-майор Станислав Ржечицкий.

## Точка зрения китайской стороны
Как свидетельствует Сюй Янь, профессор истории, Центральным военным советом КПК 19 февраля 1969 года было принято решение провести на острове Чжэньбаодао операцию силами трех рот НОАК и создать специальное командование .
Бывший командующий Шэньянским военным округом, Чэнь Силян, вспоминал, что подготовка операции началась примерно за три месяца до её реализации. Из состава трех полевых армий были сформированы три разведроты по 200—300 человек в каждой. Все офицеры имели боевой опыт. Проводились дополнительные тренировки.
В Китае события марта 1969 г. в настоящее время оцениваются иначе:
2 марта 1969 г. группировка советских пограничных войск численностью 70 человек с двумя БТР, одной грузовой и одной легковой автомашинами вторглась на наш остров Чжэньбаодао уезда Хулинь провинции Хэйлунцзян, уничтожила наш патруль и затем огнем уничтожила много наших пограничников. Это вынудило наших воинов принять меры самообороны.
15 марта Советский Союз, не обращая внимания на многократные предупреждения китайского правительства, развернул наступление на нас силами 20 танков, 30 бронетранспортеров и 200 человек пехоты при поддержке с воздуха своей авиацией. Мужественно оборонявшие остров в течение 9 часов бойцы и народные ополченцы выдержали три атаки противника. 17 марта противник силами нескольких танков, тягачей и пехоты попытался вытащить подбитый ранее нашими войсками танк. Ураганный ответный артиллерийский огонь нашей артиллерии уничтожил часть сил противника, оставшиеся в живых отступилиСиньвэнь гунцзо шоуцэ (Справочник журналиста). Пекин, 1985. С. 251.

## Потери

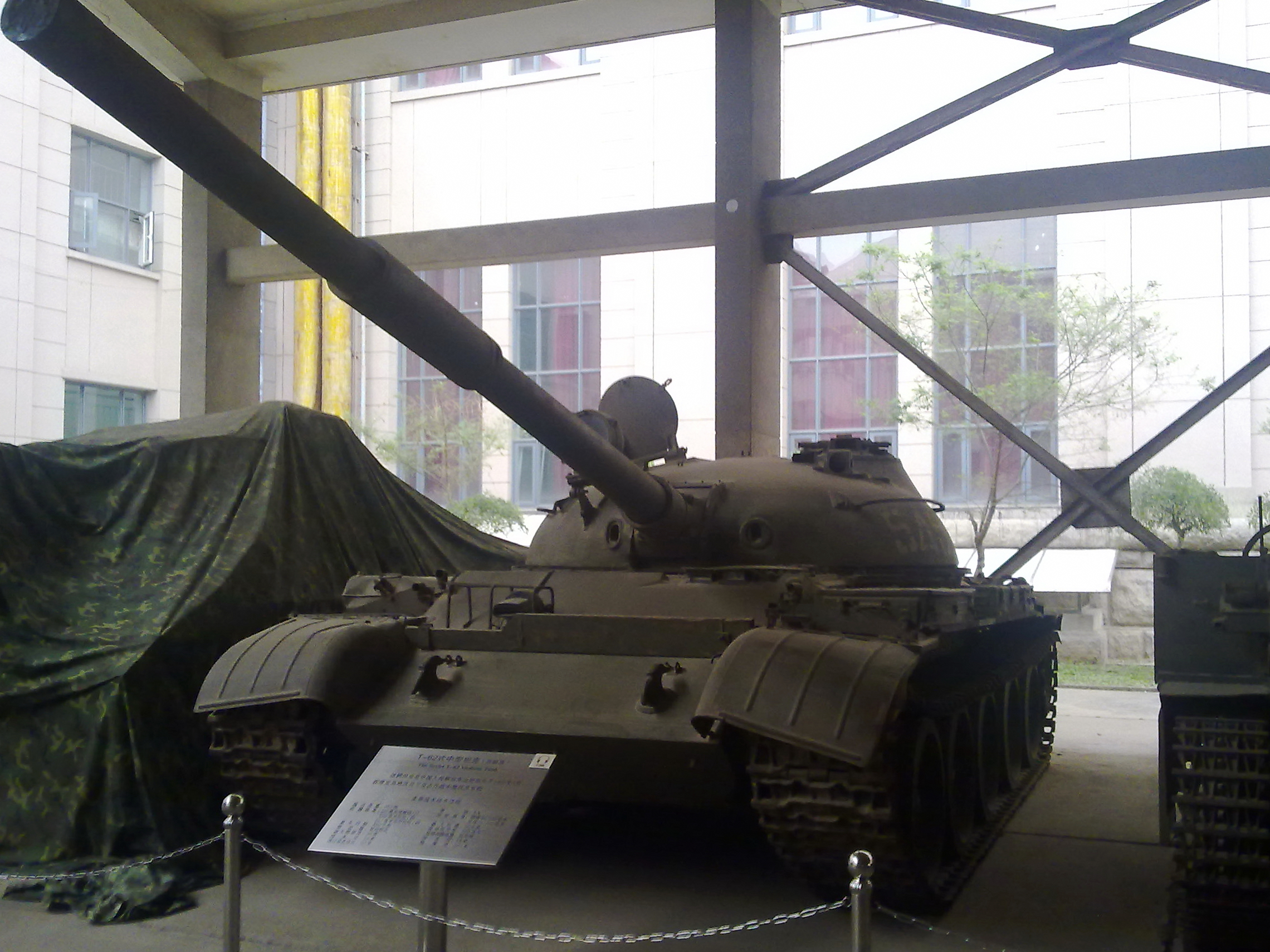
Захваченный советский T-62, Музей НОАК

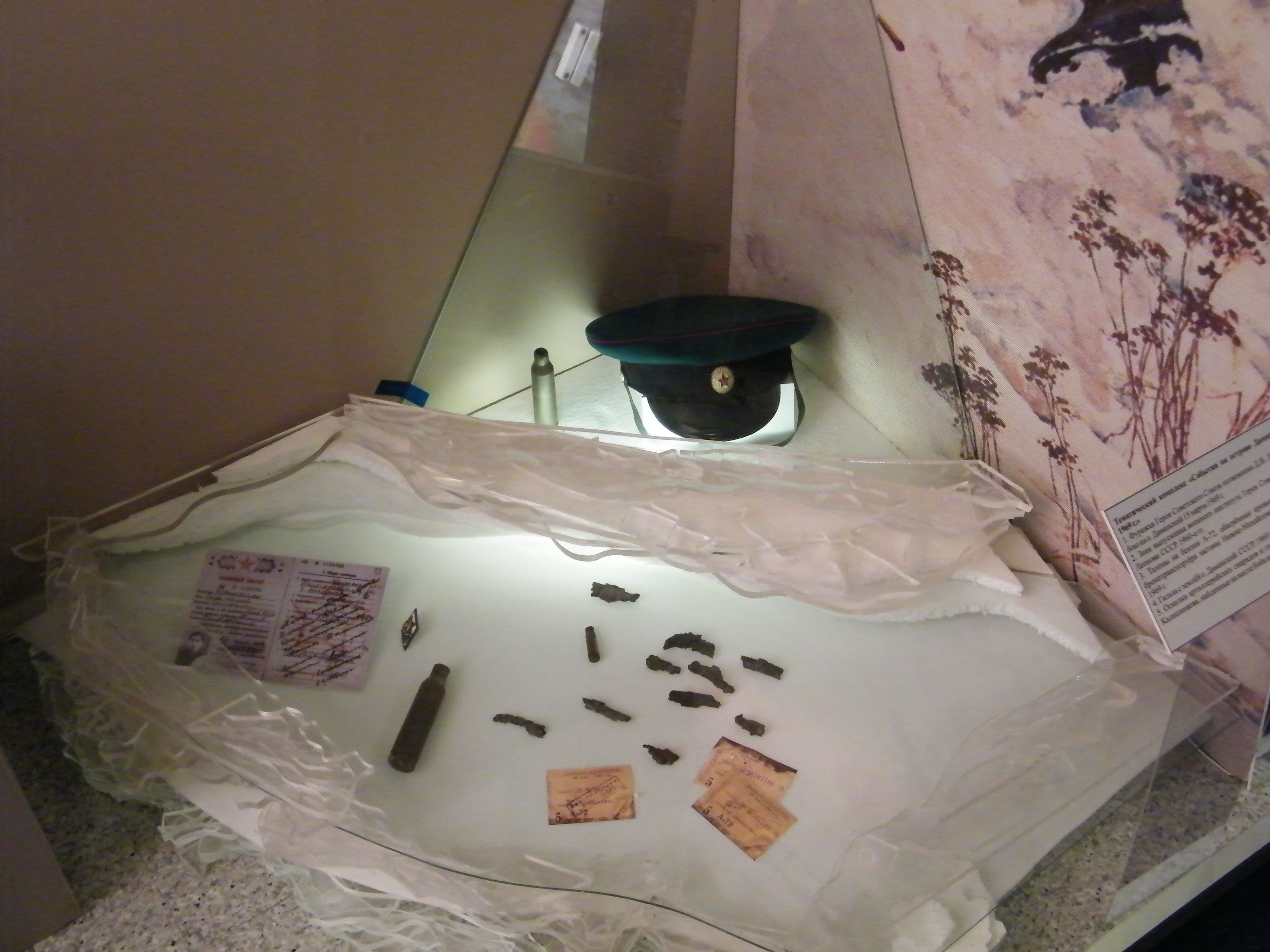
Личные вещи героев Даманского: фуражка и академический значок Героя Советского Союза Леонова, военный билет погибшего советского военнослужащего, гильзы с землёй острова Даманского, окровавленные талоны на бензин, пули и осколки артиллерийских снарядов (Хабаровский краевой музей имени Н. И. Гродекова)

Всего в ходе столкновений советские войска потеряли убитыми и умершими от ран 58 человек (в том числе четверых офицеров), ранеными 94 человек (в том числе девятерых офицеров). Информация о безвозвратных потерях китайской стороны до сих пор закрыта, они составляют, по разным оценкам, от 100 до 300 человек. В уезде Баоцин расположено мемориальное кладбище, где находится прах 68 китайских военнослужащих, погибших 2 и 15 марта 1969 года. Информация, полученная от китайского перебежчика, позволяет считать, что существуют и другие захоронения.
За проявленный героизм пятеро военнослужащих получили звание Героя Советского Союза: полковник Демократ Леонов (посмертно), старший лейтенант Иван Стрельников (посмертно), младший сержант Владимир Орехов (посмертно), старший лейтенант Виталий Бубенин, младший сержант Юрий Бабанский. Многие пограничники и военнослужащие Советской Армии награждены государственными наградами: трое с присвоением звания героя — орденами Ленина, десятеро — орденами Красного Знамени, 31 — орденами Красной Звезды, десятеро — орденами Славы III степени, 63 — медалями «За отвагу», 31 — медалями «За боевые заслуги».
Подбитый Т-62 (бортовой № 545) советским солдатам вернуть не удалось из-за постоянных китайских обстрелов. Попытка уничтожить его из миномётов не увенчалась успехом: танк провалился под лёд. Впоследствии китайцы смогли вытащить его на свой берег, и сейчас он стоит в пекинском военном музее.

## Урегулирование
После таяния льда выход советских пограничников на Даманский оказался затруднён, и препятствовать китайским попыткам его захвата приходилось снайперским и пулемётным огнём. 10 сентября 1969 года было приказано огонь прекратить, видимо, для создания благоприятного фона для переговоров, начавшихся на следующий день в пекинском аэропорту.
11 сентября в Пекине председатель Совета министров СССР Алексей Косыгин, возвращавшийся с похорон Хо Ши Мина, и премьер Государственного совета КНР Чжоу Эньлай договорились о прекращении враждебных акций и о том, что войска остаются на занятых позициях, не выходя на Даманский. По словам Дмитрия Рябушкина, сразу после этого китайцы «вышли на остров и там обосновались» и, по мнению Рябушкина, с сентября 1969 года Даманский де-факто контролировался китайской стороной. Рябушкин не привел никаких подробностей, в чём выражался этот контроль: были ли на острове созданы постройки, появилось ли постоянное население. Вместе с тем Рябушкин отмечал, что весной Даманский полностью затапливается Уссури, не имеет «особой растительности».
20 октября 1969 года прошли новые переговоры глав правительств СССР и КНР, удалось достичь соглашения о необходимости пересмотра советско-китайской границы. Далее был проведён ещё ряд переговоров в Пекине и Москве, и в 1991 году остров Даманский официально отошёл к КНР.
В 2010 году французская газета Le Figaro опубликовала серию статей со ссылкой на приложение к газете «Жэньминь жибао», утверждающих, что СССР готовил ядерный удар по КНР в августе — октябре 1969 года. Аналогичная статья была опубликована в гонконгской газете «South China Morning Post». Согласно этим статьям, США отказались сохранять нейтралитет в случае нанесения ядерного удара по КНР и 15 октября пригрозили атакой на 130 советских городов. «Спустя пять дней Москва отменила все планы ядерного удара, и в Пекине начались переговоры: кризис завершился», — пишет газета. Исследователь Лю Чэньшань, описывающий этот эпизод с Никсоном, не уточняет, на каких архивных источниках он основывается. Он признаёт, что другие специалисты не согласны с его утверждениями.

## Последствия
Военный конфликт на Даманском, став кульминацией «авантюристического курса группы Мао Цзэдуна» (по мнению МИД СССР), стимулировал в ЦК КПСС заключение договора «газ — трубы» и Московского договора с ФРГ.
Конфликт на острове Даманский наряду с аналогичными пограничными конфликтами способствовал началу строительства Байкало-Амурской магистрали в качестве рокадной военной дороги:
В это время крайне обострились отношения с Китаем. Минобороны настаивало на строительстве БАМа, так как Транссиб на протяжении тысячи километров проходит (всего) в 30–50 км от границы с Китаем.
Стратегическую же роль БАМа как дублера Транссиба в военное время, когда риски враждебных действий против транспортной инфраструктуры особенно высоки, трудно переоценить.
После конфликта на острове Даманский началось быстрое наращивание группировки советских войск на Дальнем Востоке (развёрнуто 50 дивизий), там же проведён большой комплекс мобилизационных мероприятий на случай новых военных действий.
По мнению Николая Леонова, даманский конфликт способствовал сближению КНР и США:
Союз США и Китая против СССР во многом стал следствием головотяпства советского руководства. Мы своим руками создали почву, на которой Киссинджер ловко выстроил антисоветский альянс. Мы собачились из-за островов на реке Амур. Наша верхушка почему-то решила, что Китай — это враг № 1.
Это признают и китайские историки:
Китай начал видеть в СССР не только социалистическую страну, ставшую на путь ревизионизма, но и "неоцарскую" империю, более угрожающую и опасную, чем Америка. Были внесены масштабные изменения в стратегию. В военном плане Китай сконцентрировал усилия на подготовке к отражению атаки с севера, а во внешней политике занялся поиском союзников. Связь между событиями 1969 года и сближением с Соединёнными Штатами при Никсоне очевидна.
Внутри Китая даманский конфликт завершил «Культурную революцию», или, по крайней мере, её первый этап:
На IX съезде КПК в апреле (1969) Мао Цзэдун выдвинул лозунг "Крепить единство, готовиться к войне". Новый курс положил конец внутренней смуте, хунвэйбинов начали отправлять в сельскую местность, страна стала возвращаться к более или менее нормальной жизни.

## В культуре
Конфликт нашёл выражение в песнях Высоцкого:
Как-то раз цитаты Мао прочитав,

Вышли к нам они с большим его портретом.

Мы тогда чуть-чуть нарушили устав...

Остальное вам известно по газетам.
О конфликте были сняты документальные фильмы: 
- "Военный конфликт на острове Даманский" (1969)[41]
- "К событиям на Уссури" (1969)[42]
- "Остров Даманский. 1969 год" (2004) [43]
- Документальный фильм Леонида Млечина «Кровь на снегу. Даманский» на YouTube (2009)

## Братская могила Героев Даманского в Дальнереченске

Братская могила (сквер на ул. Героев Даманского и ул. Ленина)
Ст. лейтенант Буйневич
Начальник погранзаставы Григорьев
Полковник Леонов
Ст. лейтенант Маньковский
Ст. лейтенант Стрельников